# Zurab Datunašvili
Zurab Datunašvili (* 18. června 1991 Tbilisi) je původem gruzínský zápasník – klasik, který od roku 2020 reprezentuje Srbsko.

## Sportovní kariéra
Zápasení se věnoval od 6 let v rodném Tbilisi společně se starším bratrem Giorgim. Pod vedením Viliama Harazova (Harazjana) se specializoval zápas řecko-římský. V gruzínské mužské reprezentaci na sebe poprvé upoutal pozornost vítězstvím ve velterové váze do 74 kg na evropské olympijské kvalifikaci v bulharské Sofii v roce 2012, kterým si řekl o nominaci na olympijské hry v Londýně. V Londýně postoupil do čtvrtfinále, ve kterém prohrál ve třech setech v poměru 1-2 s Ázerbájdžáncem Eminem Ahmadovem.
V roce 2016 se druhým místem na evropské olympijské kvalifikaci v srbském Zrenjaninu kvalifikoval na olympijské hry v Riu. Do Ria však nepřijel v optimální formě. Časový posun a náročné shazování váhy znamenaly, že neměl v závěru zápasu úvodního kola dostatek sil otočit výsledek 0:2 s Kazachem Dosdžanem Kartikovem.
Od roku 2017 přestoupil do vyšší neolympijské váhové kategorie do 82 (80) kg. V květnu 2018 po zisku druhého titulu mistra Evropy utrpěl při potyčce v nočním klubu zranění, ze kterých vyvázl bez vážnějších následků. V roce 2018 nepotvrdil roli favorita na mistrovství Evropy v ruském v Kaspijsku a na letním mezinárodním tbilisském turnaji skončil za talentovaným Lašou Gobadzem. Těžce nesl když později reprezentační trenér Vladimer Gegešidze nominoval Gobadzeho na mistrovství světa v maďarské Budapešti.
Od roku 2019 se rozhodl jít v olympijské váhové kategorii do 87 kg. Při lednovém gruzínském mistrovství ve finále psychicky nezvládl závěr zápasu s Robertem Koblijašvilim. Jeho soupeř v poslední minutě bránil vedení 1:2 na technické body na (za) hranici pasivity a rozhodčí se neměl k udělení trestného bodu. Situaci se snažil vyřešit sám 10 sekund před koncem zápasu vehementním protestem u jury. Jury protest neschválila a za nesportovní chování ho diskvalifikovala z celého turnaje. Po odchodu ze žíněnky slovně napadl předsedu svazu Tamaze Gegešidzeho, který situaci nezvládl a uhodil ho. Způsobil mu tržné zranění, za které byl zatčen. Datunašvili žádal jeho odstoupení, které nebylo vyslyšeno a proto se rozhodl ukončit své působení v gruzínské reprezentaci. O jeho služby projevilo zájem Srbsko, kde již působil jeho krajan Micheil Kadžaija. V roce 2020 dostal svolení gruzínského svazu reprezentovat tento balkánský stát.

### Výsledky v zápasu řecko-římském
| Olympijské hry     |     |   |    |   |   |    | úč. |    |     |     | úč. |    |    |   |     |    |  |  |  |  |  |  |
| Mistrovství světa  |     |   |    | — | — | —  |     | —  | 5.  | úč. | —   | 5. | —  | — |     | —  |  |  |  |  |  |  |
| Evropské hry       |     |   |    |   |   |    |     |    |     | 5.  |     |    |    | — |     |    |  |  |  |  |  |  |
| Mistrovství Evropy |     |   |    | — | — | —  | —   | 2. | úč. | 5.  | 1.  | 1. | 8. | — | úč. | 1. |  |  |  |  |  |  |
| MS juniorů         | —   | — | —  | — | — | 2. |     |    |     |     |     |    |    |   |     |    |  |  |  |  |  |  |
| ME juniorů         | —   | — | —  | — | — | 3. |     |    |     |     |     |    |    |   |     |    |  |  |  |  |  |  |
| ME dorostenců      | úč. | — | 7. |   |   |    |     |    |     |     |     |    |    |   |     |    |  |  |  |  |  |  |

### Olympijské hry a mistrovství světa
| Olympijské hry a mistrovství světa                | Olympijské hry a mistrovství světa                | Olympijské hry a mistrovství světa                | Olympijské hry a mistrovství světa                | Olympijské hry a mistrovství světa                | Olympijské hry a mistrovství světa                | Olympijské hry a mistrovství světa                | Olympijské hry a mistrovství světa                | Olympijské hry a mistrovství světa                | Olympijské hry a mistrovství světa                | Olympijské hry a mistrovství světa                |
| Kolo                                              | Výsledek                                          | Bilance                                           | Soupeř                                            | Výsledek                                          | KB                                                | ∑KB                                               | Styl                                              | Datum                                             | Turnaj                                            | Místo                                             |
| 2017 Mistrovství světa do 80 kg v klasickém stylu | 2017 Mistrovství světa do 80 kg v klasickém stylu | 2017 Mistrovství světa do 80 kg v klasickém stylu | 2017 Mistrovství světa do 80 kg v klasickém stylu | 2017 Mistrovství světa do 80 kg v klasickém stylu | 2017 Mistrovství světa do 80 kg v klasickém stylu | 2017 Mistrovství světa do 80 kg v klasickém stylu | 2017 Mistrovství světa do 80 kg v klasickém stylu | 2017 Mistrovství světa do 80 kg v klasickém stylu | 2017 Mistrovství světa do 80 kg v klasickém stylu | 2017 Mistrovství světa do 80 kg v klasickém stylu |
| ------------------------------------------------- | ------------------------------------------------- | ------------------------------------------------- | ------------------------------------------------- | ------------------------------------------------- | ------------------------------------------------- | ------------------------------------------------- | ------------------------------------------------- | ------------------------------------------------- | ------------------------------------------------- | ------------------------------------------------- |
| o 3. místo                                        | prohra                                            | 11-7                                              | Pascal Eisele (GER)                               | lopatky                                           | 0                                                 | 9                                                 | Zápas řecko-římský                                | 22. srpna 2017                                    | Mistrovství světa                                 | Paříž, Francie                                    |
| semifinále                                        | prohra                                            | 11-6                                              | Maksim Manukjan (ARM)                             | lopatky                                           | 0                                                 | 9                                                 | Zápas řecko-římský                                | 22. srpna 2017                                    | Mistrovství světa                                 | Paříž, Francie                                    |
| čtvrtfinále                                       | vítězství                                         | 11-5                                              | Michael Wagner (AUT)                              | tech. body (3:2)                                  | 3                                                 | 9                                                 | Zápas řecko-římský                                | 22. srpna 2017                                    | Mistrovství světa                                 | Paříž, Francie                                    |
| 1/16                                              | vítězství                                         | 10-5                                              | Božo Starčević (CRO)                              | tech. body (3:2)                                  | 3                                                 | 6                                                 | Zápas řecko-římský                                | 22. srpna 2017                                    | Mistrovství světa                                 | Paříž, Francie                                    |
| 1/32                                              | vítězství                                         | 9-5                                               | Bašír Sidazara (ALG)                              | tech. body (2*:2)                                 | 3                                                 | 3                                                 | Zápas řecko-římský                                | 22. srpna 2017                                    | Mistrovství světa                                 | Paříž, Francie                                    |
| 2016 Olympijské hry do 75 kg v klasickém stylu    |                                                   |                                                   |                                                   |                                                   |                                                   |                                                   |                                                   |                                                   |                                                   |                                                   |
| 1/32                                              | prohra                                            | 8-5                                               | Dosdžan Kartikov (KAZ)                            | tech. body (0:2)                                  | 0                                                 | 3                                                 | Zápas řecko-římský                                | 14. srpen 2016                                    | Olympijské hry                                    | Rio de Janeiro, Brazílie                          |
| 2015 Mistrovství světa do 75 kg v klasickém stylu |                                                   |                                                   |                                                   |                                                   |                                                   |                                                   |                                                   |                                                   |                                                   |                                                   |
| čtvrtfinále                                       | prohra                                            | 8-4                                               | Saíd Abdeválí (IRI)                               | tech. body (0:2)                                  | 0                                                 | 6                                                 | Zápas řecko-římský                                | 7. září 2015                                      | Mistrovství světa                                 | Las Vegas, Spojené státy                          |
| 1/16                                              | vítězství                                         | 8-3                                               | Jang Pin (CHN)                                    | tech. body (3:0)                                  | 3                                                 | 6                                                 | Zápas řecko-římský                                | 7. září 2015                                      | Mistrovství světa                                 | Las Vegas, Spojené státy                          |
| 1/32                                              | vítězství                                         | 7-3                                               | Alexandr Višňakov (LAT)                           | tech. body (3:0)                                  | 3                                                 | 3                                                 | Zápas řecko-římský                                | 7. září 2015                                      | Mistrovství světa                                 | Las Vegas, Spojené státy                          |
| 2014 Mistrovství světa do 75 kg v klasickém stylu |                                                   |                                                   |                                                   |                                                   |                                                   |                                                   |                                                   |                                                   |                                                   |                                                   |
| o 3. místo                                        | prohra                                            | 6-3                                               | Elvin Mursalijev (AZE)                            | tech. body (1:1*)                                 | 1                                                 | 14                                                | Zápas řecko-římský                                | 12. září 2014                                     | Mistrovství světa                                 | Taškent, Uzbekistán                               |
| semifinále                                        | prohra                                            | 6-2                                               | Arsen Džulfalakjan (ARM)                          | tech. body (0:1)                                  | 0                                                 | 13                                                | Zápas řecko-římský                                | 12. září 2014                                     | Mistrovství světa                                 | Taškent, Uzbekistán                               |
| čtvrtfinále                                       | vítězství                                         | 6-1                                               | Gurpreet Singh (IND)                              | tech. body (7:5)                                  | 3                                                 | 13                                                | Zápas řecko-římský                                | 12. září 2014                                     | Mistrovství světa                                 | Taškent, Uzbekistán                               |
| 1/16                                              | vítězství                                         | 5-1                                               | Javor Janakiev (BUL)                              | tech. body (2*:2)                                 | 3                                                 | 10                                                | Zápas řecko-římský                                | 12. září 2014                                     | Mistrovství světa                                 | Taškent, Uzbekistán                               |
| 1/32                                              | vítězství                                         | 4-1                                               | Valerij Polenskij (BLR)                           | tech. body (4:2)                                  | 3                                                 | 7                                                 | Zápas řecko-římský                                | 12. září 2014                                     | Mistrovství světa                                 | Taškent, Uzbekistán                               |
| 1/64                                              | vítězství                                         | 3-1                                               | Arkadiusz Kułynycz (POL)                          | tech. převaha                                     | 4                                                 | 4                                                 | Zápas řecko-římský                                | 12. září 2014                                     | Mistrovství světa                                 | Taškent, Uzbekistán                               |
| 2012 Olympijské hry do 74 kg v klasickém stylu    |                                                   |                                                   |                                                   |                                                   |                                                   |                                                   |                                                   |                                                   |                                                   |                                                   |
| čtvrtfinále                                       | prohra                                            | 2-1                                               | Emin Ahmadov (AZE)                                | 1-2 (2:0, 0:3, 0:4)                               | 1                                                 | 7                                                 | Zápas řecko-římský                                | 5. srpen 2012                                     | Olympijské hry                                    | Londýn, Spojené království                        |
| 1/16                                              | vítězství                                         | 2-0                                               | Ben Provisor (USA)                                | 2-0 (1:0, 6:0)                                    | 3                                                 | 6                                                 | Zápas řecko-římský                                | 5. srpen 2012                                     | Olympijské hry                                    | Londýn, Spojené království                        |
| 1/32                                              | vítězství                                         | 1-0                                               | Kim Čin-hjok (KOR)                                | 2-0 (5:0, 1:0)                                    | 3                                                 | 3                                                 | Zápas řecko-římský                                | 5. srpen 2012                                     | Olympijské hry                                    | Londýn, Spojené království                        |